# Las ocho Garudhammas
Las ocho Garudhammas (o "reglas estrictas") son preceptos adicionales requeridos a las bhikkhunis  (monjas budistas plenamente ordenadas) además de la regla monástica (vinaya) aplicada a los monjes. La autenticidad de estas reglas es altamente discutida;  fueron presuntamente añadidas al Vinaya de las bhikkhunis "para permitir más aceptación" de una orden para mujeres en el tiempo del Buda. Son polémicas porque  tratan que las mujeres desempeñen un rol inferior y porque muchos budistas, especialmente las mujeres de la escuela Theravāda, han encontrado pruebas de que las ocho Garudhammas no son realmente enseñanzas de Buda Gautama.

## Narrativa de la primera ordenación bhikkhuni
La primera monja fue Mahapajapati Gotami (sánscrito Mahaprajapati Gautami), la tía y madre adoptiva de Buda. Cinco años después de su iluminación, era la portavoz  de un grupo de mujeres que pedían que ordenara a las mujeres como monjas. Bhikṣuṇī Karma Lekshe Tsomo escribe,

Aunque los académicos modernos cuestionan su validez, interpretaciones tradicionales de este incidente narran que Buda dudó tres veces antes de admitir a estas mujeres en la orden, diciendo "Sé cauta, Gautami, con la salida de mujeres del hogar a estar sin techo en el Dharma y en la disciplina proclamada por el Tathāgata." Cuando Ānanda, el discípulo (y primo) de Buda le preguntó sobre las capacidades espirituales de las mujeres, se dice que Buda respondió que las mujeres eran tan capaces como los hombres de alcanzar la liberación, un hecho verificado por la multitud de mujeres que habían  llegado a ser arhat durante su vida [la de Buda]. Habiendo afirmado la capacidad de las mujeres para la iluminación espiritual, se dice que Buda cedió y aceptó establecer el equivalente femenino del Bhikṣu Sangha.

## Autenticidad y búsquedas
La traducción de las Ocho Garudhammas está reproducida 
abajo:
1) Una monja que lleve incluso cien años ordenada debe recibir respetuosamente, levantarse de su asiento, saludar con las palmas unidas, homenajear a un monje aunque este se haya ordenado ese mismo día.
Murcott escribe sobre la supuesta petición subsiguiente de Mahapajapati: "Pediría una cosa del Bendito, Ananda. Sería bueno si el Bendito permitiera que hacer saludos, levantarse en la presencia de otro, mostrar reverencia y el cumplimiento apropiado de deberes, se diera entre bhikkhus y bhikkhunis por igual según antigüedad."  Quienes creen en la garudhammas también cuentan la historia de que esta regla se alteró después de que seis monjes levantaran sus túnicas para mostrar sus muslos a las monjas. Creen que el Buda se enteró de esto, e hizo una excepción a la regla de modo que las monjas no tenían que presentar sus respetos a esos monjes. Según la regla alterada, una bhikkhuni no tiene que inclinarse ante todos los monjes, sólo ante un monje que sea digno de respeto.
2) Una monja no debe pasar la época de lluvias en una residencia donde no hay monjes.
3) Cada medio mes una monja debe pedir dos cosas a la orden de monjes: el tiempo de observación (uposatha) que es el tiempo cuando un monje vendrá para la exhortación (bhikkhunovada).
4) Después del retiro de la época de la lluvias (pavarana) una monja debe presentarse tanto ante la orden de monjas como la de los monjes y hablar de tres cuestiones, lo que se ha visto, lo que se ha escuchado, lo que se ha sospechado.
Sin embargo, incluso los defensores de las garudhammas admiten que se hicieron correcciones a estas reglas. En la versión revisada se permite a las bhikkhunis realizar la pavarana ellas solas. 
5) Una monja que haya ofendido una regla importante debe someterse a un castigo (manatta) durante medio mes ante ambas órdenes. La traducción de Thanissaro Bhikkhu varía: "5) Una bhikkhuni que haya roto alguno de los votos de respeto debe someterse a una penitencia de medio mes ante las dos Sanghas (órdenes)."
6)  Cuando una aprendiz se haya entrenado en las seis reglas  [cha dhamma] durante dos años, deberá pedir la ordenación plena a ambas órdenes.
La sexta gurudharma menciona a las śikṣsoyāṇās, quienes entrenan durante dos años para convertirse en bhikkhunis. Dice que después de que la aprendiz haya entrenado con una bhikkhuni dos años, su tutora tiene la responsabilidad de ordenarla plenamente. Sin embargo, cuando el Buda ordenó a Mahapajapati, la ordenación de aprendiz no existía. La ordenó directamente como bhikkhuni. Esto es uno  de los muchos errores textuales en las garudhammas: Buda supuestamente creó una regla que requiere un período de entrenamiento que no existía en la época del Buda.
7) Un monje no debe ser abusado o denigrado de ninguna forma por una monja.
8) Desde hoy, queda prohibida la amonestación de monjes por parte de monjas.
Estudiosos como Akira Hirasawa, Hae-ju Chun (una bhikṣunī y profesora colaboradora  en la Universidad de Tongguk en Seúl, Corea) e In Young-chun argumentan que estas ocho reglas fueron añadidas más tarde:
1. Hay una discrepancia con la Vinaya bhikkhuni pali.
2. El hecho que estas reglas mismas están consideradas sólo como ofensas menores (requiriendo solo confesión como expiación) en los dharmas pāyantika.

Hae-ju Chun, argumenta que seis de las Ocho Reglas (#1, 2, 4, 6, 7, 8) pertenecen a los Dharmas Pāyantika, ya que son iguales o similares a las reglas encontradas allí. Podemos comparar las diferencias en el castigo para cualquier ofensa de las Ocho Reglas con el de una ofensa de los dharmas pāyantika. La vulneración de cualquiera de las Ocho Reglas significa que la mujer no puede ser ordenada. Las Ocho Reglas tienen que ser observadas durante las vidas de las Bhikṣunīs. Sin embargo, los dharmas pāyantika (#175, 145, 124 o 126, 141, 143, 142) requieren solo confesión, consideradas vulneraciones de reglas menores. Basada en las diferencias en la gravedad de las ofensas entre las Ocho Reglas y los dharmas pāyantika, también afirma la probabilidad que las Ocho Reglas podrían haber sido añadidas más tarde.
La mayoría de estas reglas se encuentran en los dharmas pāyantika como reglas menores: "La tradición Theriya, la cual en alguna etapa, parece haber adoptado la idea de que el Buda concedió la derogación de las reglas menores [D.ii.14 & VIn.II.287]". Esto concuerda con el hecho de que grupos rivales como el jainismo también tuvieran la primera regla para mujeres según la escuela Śvētāmbara. (La otra escuela jainista superviviente, la Digambara, rechaza tanto la ordenación de mujeres como su liberación espiritual.) 

## Efectos en la ordenación de las mujeres
Cuando le dio las Ocho Garudhammas a Mahapajapati Gotami, el Buda supuestamente dijo  que constituirían su plena ordenación (Pali: upasampada): "Si Mahapajapati Gotami acepta estos ocho votos de respeto, esto será su ordenación plena ."[cita requerida] Aun así, Bhikkunī Kusuma en su artículo "Inexactitudes en la historia de las mujeres budistas" ha señalado numerosas inexactitudes en la forma en que las Ocho Garudhammas han sido documentadas en el Canon Pali y sus comentarios. Otros señalan el gran número de problemas textuales con la posición de las garudhammas. Tathaaloka Bhikkhuni publicó evidencia de que las Ocho Garundhammas no son históricas.
En el budismo Theravada actual, el linaje de ordenación  Bhikkhuni ha sido restaurado en Sri Lanka, pero a las monjas Theravada de otros países les es extremadamente difícil obtener la plena ordenación. A pesar de que algunas expresaron interés durante el siglo XX en recibir la ordenación plena a través del budismo Mahayana, no era simplemente las dificultades de ordenación por una escuela diferente lo que las disuadió. Ellison Banks Findley informa de que mae jis en Tailandia eran también disuadidas por la perspectiva de que la ordenación plena que requiere seguir las Ocho Garudhammas y por lo tanto someterse a una subordinación formal con los monjes además de la discriminación cultural existente.
En 2003 la primera mujer tailandesa en recibir la plena ordenación Bhikkhuni bajo el nombre dharma de Dhammananda fue Dr. Chatumarn Kabilsingh, una exprofesora universitaria. Dhammananda Bhikkhuni ahora dirige un templo para mujeres budistas, con extremadamente escaso reconocimiento en la sociedad tailandesa.
A pesar de que el budismo tibetano no haya tenido un linaje de ordenación bhikshuni hasta que Venerable Thubten Chodron se ordenara en 1977 y tenga solo una tradición de monjas novicias,  ha tenido numerosas practicantes yoginis. Muchos estudiosos budistas y laicos en todo el mundo quieren ayudar a los tibetanos a establecer una ordenación plena. Bhikshuni Prof. Dr. Karma Lekshe Tsomo, Universidad de San Diego, California, EE. UU., Presidenta de  la asociación Internacional de Mujeres budistas Sakyaehita declaró, hablando de igualdad de género y derechos humanos: "Sería útil si las monjas tibetanas pudieran estudiar los votos bhikshuni antes de la ordenación. La costumbre tradicional es que solo se permite estudiar los votos bhikshu o bhikshuni después de haberlos tomado. Además, actualmente, a las monjas tibetanas se les impide completar el grado Geshema, ya que uno de los cinco temas estudiados es el Vinaya y no se les permite estudiarlo sin ser bhikshunis."